# Plateau de Cumberland

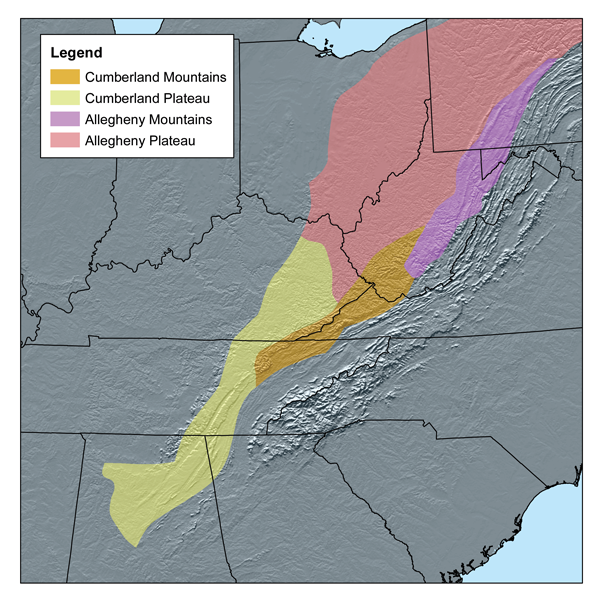
Le plateau de Cumberland (vert olive) se trouve au sud-ouest des Appalaches.

Le plateau de Cumberland comprend une grande partie de l'est du Kentucky et de l'ouest de la Virginie-Occidentale aux États-Unis d'Amérique. Il s'étend aussi à travers le Tennessee et recouvre ainsi une petite portion du nord de l'Alabama. Les termes de « plateau des Allegheny » et de « plateau de Cumberland » désignent indifféremment un même massif de l'ouest des Appalaches centrales, entaillé par l'Allegheny et la Cumberland, qui prend sa source dans le comté de Harlan (Kentucky).